# Nzongo Soul
Faustin Nzongo, plus connu sous les noms Nzongo'Soul, N'Zongo Soul ou Wa Semo Nzongo, est un auteur-compositeur-interprète franco-congolais, créateur du Walla, né le 3 mai 1955 à Poto-Poto (Congo) et mort le 10 janvier 2018 à Paris 19e (France),.

## Biographie

### Signification du nom
Nzongo Soul : son nom désignait déjà son état d'esprit : "NZO" signifie la demeure - "NGO" signifie la panthère - "Soul" signifie l'âme. Il était donc l'âme de la demeure de la panthère. 

### Enfance et formation
Nzongo Soul est né à Poto-Poto non loin de Brazzaville de parents animistes, Moïse Nzongo, père ingénieur en pont et chaussée et Adèle Nzalamiata, mère commerçante, tous deux issus de l'éthnie Kongo. Par son métier, sa mère voyage à travers toute l'Afrique Centrale, de Kinshasa, à Lomé, en passant par le Nigéria où elle apprend à parler le Pidgin. Elle lui transmettra une ouverture sur le monde, une curiosité pour le voyage, les langues étrangères et l'apprentissage des coutumes d'autrui. Sa mère fut son premier sponsor.
Elève brillant, la condition de ses parents à sa vocation d'artiste sera de faire des études. Il obtiendra une maîtrise d'Anglais à l'Université Sorbonne Nouvelle Paris III. Son Doctorat rédigé ne sera jamais soutenu happé par le succès.  
Parallèlement à ses études et à son début de carrière musical, de 1982 à 1985, Nzongo Soul enseigne l'anglais au Lycée du Drapeau Rouge à Brazzaville, pendant 3 ans. 

### Débuts - Années 1970
En 1977, Nzongo Soul trône à la tête de son premier groupe les Walla Players.  
Il développe et créé son propre style musical, novateur et urbain : le Walla, né de la fusion des rythmes du peuple Kongo, de la rumba congolaise, de la soul, du rock, du rythm and blues et du funk. Ses influences vont de Bozambo à Fela Kuti, avec un son rock, les guitares saturées et les keyboards. En langue congo, Walla signifie l'écoute de la voie.
Son succès, il devient très rapidement une star où il remplit des stades entiers. Ses shows avec danseuses, cuivres, guitares électriques au son rock et sa présence scénique font la joie des spectateurs dans toute l'Afrique Centrale jusqu'en Afrique de l'Ouest.  
Il enchaîne les albums : Bolingo Somo, Mvaneno Nlélé, Walla Purification avec un beat plus rock que soukouss qui le propulsent au devant de la scène qui bientôt deviendra européenne. 

### Années 1980

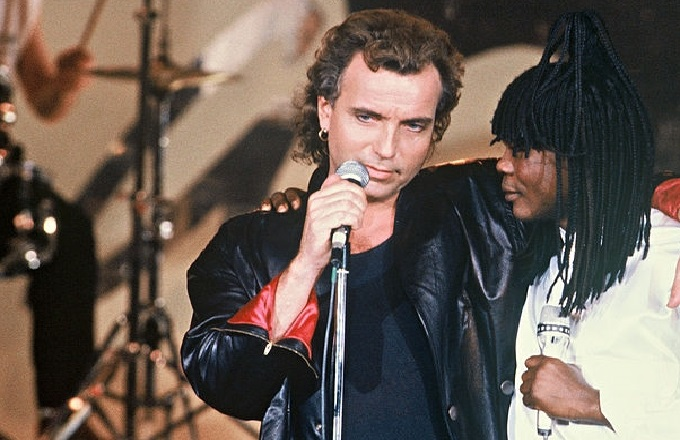
Nzongo Soul et Bernard Lavilliers sur la tournée Voleur de Feu

En 1984, Nzongo Soul remporte le Prix Découverte de RFI à Bamako, au Mali, où il partage la scène faite en son honneur avec Salif Keita, Amadou et Mariam ainsi que Manu Dibango. Son prix lui donne l'opportunité de venir finir ses études à Paris en France. 
La même année, il reçoit le Prix TF1 de la Meilleure prestation scénique.
En 1985, alors que l'édition suivante des découvertes RFI est organisée chez lui, à Brazzaville, il rencontre Bernard Lavilliers. L'entente est immédiate et Lavilliers lui donne rendez-vous à Paris. Ses amis de l'époque ne croient pas en cette promesse, prétextant que Lavilliers est très connu en France et qu'il ne le reverra certainement pas à Paris. 
Mais, en 1986, Nzongo Soul, arrivé à Paris, appelle son ami Lavilliers et ils feront ensemble Noir et Blanc, un morceau tiré de l'album Voleur de Feu, qui traite du sujet de l'apartheid. Il fera toute la tournée de l'Album à travers toute la France et les pays limitrophes avec ses deux musiciens, un certain Lokua Kanza, encore dans l'ombre, à la guitare, et Julien Babinga aux percussions. 
En 1987, Noir et Blanc est élu Meilleure chanson française aux Victoires de la Musique.
En 1988, on retrouve Nzongo soul aux côtés de Manu Dibango, Patricia Kaas aux Francofolies de la Rochelle avec Jean-Louis Foulquier. Il enchaîne les interviews, les télévisions, et se retrouve propulsé et reconnue partout en France.  
En 1989, il tourne dans le film de Richard Gotainer : Rendez-vous au Tas de Sable, où il interprète un chanteur hollandais qui sortira sur les écrans en 1990.  

### Années 1990 - 2000
En 1990, il signe chez Carrère un premier single qui ne passera jamais sur les ondes Quel temps de chien.  
Il rebondit avec un autre single reprenant la chanson Noir et Blanc inversée avec son pote Lavilliers et participe à un album Ma France à Moi avec Bernard Lavilliers et Faouzi Tarkhani.  

Nzongo Soul au Divan du Monde

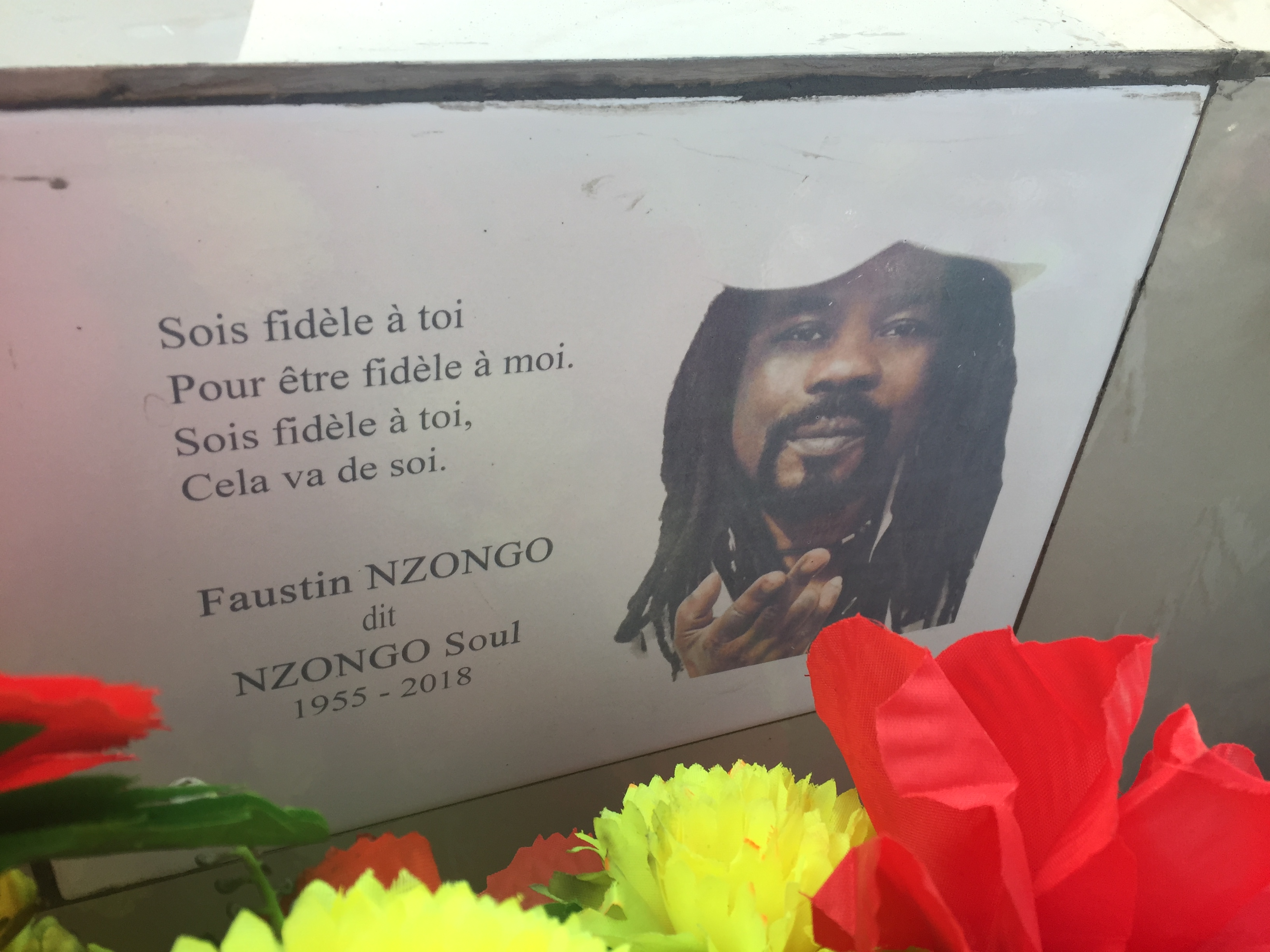
Tombe de Nzongo Soul à Brazzaville (Congo)

En 1999, Nzongo Soul présente son album Walla Drive, murement concocté, dans lequel il explore la culture orale africaine et revient à son Walla natal. C'est à cette période qu'il rencontre son attachée de presse, Guilaine Clery.  Il fait alors un concert au Divan du Monde regroupant ses succès et présentant son nouvel opus Walla Drive. La presse est unanime et il refait les couvertures des journaux.  
Au début des années 2000, Nzongo Soul met en place les Cafés musicosophiques à La Jungle, avec la complicité de son propriétaire, Georges Guy Happy avec lequel va naître une longue et fructueuse amitié.  
Les débats sont animés autour de thèmes proposés par Nzongo lui-même après avoir énoncé les définitions des dictionnaires Larousse et La Brousse.  
Le public hétéroclite participe à ce comparatif entre la culture occidentale et la culture africaine. Les débats sont agrémentés d'un concert live des compositions de l'artiste accompagné de son fidèle acolyte Laurent Luxain. Ce dernier confie que Nzongo qualifiait ses dreadlocks de racines du ciel.  
Victimes de leur succès, les Cafés musicosophiques officiaient toujours et Nzongo s'y était encore illustré pour la dernière fois le 3 janvier 2018, une semaine avant son décès.  

## Vie privée et décès
En 1986, à son arrivée à Paris, il rencontre à la sortie d'un concert d'Al Jarreau, celle qui deviendra son épouse 7 ans plus tard, Diana Rondeau, avec qui il aura un fils. Nzongo Soul a deux enfants, Ursule Sandra Nzongo Nzalamiata, née au Congo et Nelson Nzongo, né à Paris. 
Nzongo pratiquait les arts martiaux, adepte du mens sana in corpore sano (un esprit sain dans un corps sain). 
Il décèdera brutalement dans sa résidence parisienne le 10 janvier 2018 à l'âge de 62 ans, victime d'un AVC.

## Hommages
Un hommage national lui a été rendu en France par un collectif de chanteurs Olivier Doumou, Jacob Desvarieux, Zao, Meiway, Harold Nganga, Roga Roga, Lynnsha, Clotaire Kimbolo, Fanie Fayar, 100% Setho, Lorna, Makhalba Malecheck, Top One sous forme d'un clip vidéo. 
Un hommage national lui a été rendu à son arrivée à Brazzaville avec la présence du Ministre de la Culture et des Arts Dieudonné Moyongo et différentes personnalités politiques, culturelles et musicales,. 

## Engagements politiques et sociétaux
Entre 1989 à 1991, Nzongo Soul participe à la rencontre des ONG de Cotonou pour le compte de la Fondation de France et de l’UNESCO.
Il collabore au Magazine Sources de l’UNESCO avec Monsieur Issar. 
Il est membre du Conseil d’Administration de l’ONG Mémoire du Temps, où il réalise de nombreux projets 
En 2012 , Nzongo participe au projet « Brazza j’y crois », collectif  d’artistes uni pour la sortie d'un single et d'un vidéoclip en hommage aux victimes du 4 mars 2012 lors de l'explosion du dépôt d'armes de Mpila. La tragédie a été telle que deux associations Les 4 chemins et Génération plus se sont joints à l'élan de solidarité sans précédent sur le territoire africain, faisant appel à un panel international d'artistes émus par la cause. 
Ce collectif regroupe des artistes de la diaspora  afro-caribéenne comme Jacob Desvarieux, Lokoua Kanza, Singuila, Roga Roga, Teeyah, Princesse  Lover,  Olivier  Tshimanga et Abby Souria sous  la direction d’Olivier Doumou, une délégation intergénérationnelle.  
Le projet rencontre un écho favorable auprès de Cendrine Sassou Nguesso, la fille cadette du président du Congo. Le Président de la République du Congo, Denis Sassou N’Guesso a reçu à Brazzaville les différents artistes ayant pris part au projet. Nostalgique, il se souvenait de l’auteur de « Walla c’est ma musique ».

## Poète et humaniste
Auteur-compositeur-interprète, Nzongo Soul était avant tout un poète et souhaitait transmettre l'oralité africaine. 

"Quand tu changes de latitude, change d'attitude"
Ses textes écrits en Kikongo font la joie des congolais. Le mot est juste et précis et reflète sa personnalité. 

## Distinctions et décorations
- 1984 : Prix découvertes RFI
- 1984 : Prix TF1 de la meilleure prestation scénique

## Discographie

### Discographie partielle
- 1979 : Mvaneno-Nlele[10](LP) (Disques Sonics)
- 1983 : Nzongo Soul[11]And The Walla Players[12] - Walla Purification[13] (LP, Album)  (Walla Sound)
- 1984 : Africa Walla[14](I.A.D.- Industrie Africaine Du Disque[15])
- 1984 : Nzongo' Soul[11]présente Les Bruches · Walla[16]- Les Bruches Walla[17](LP, Album) (I.A.D.- Industrie Africaine Du Disque[15])
- 1989 : Walla Music[18] (Carrere[19])
- 1994 : Freedom In The Air[20] (CD, Album))*

### Singles & EPs
- 1980 : N'Zongo Soul & Les Wallas Players* - Ya Ya N'Zola (7") Not On Label (Isidore Dinghat Self-released)     I.D. 10.001     1980
- 1984 : Walla Tata Walla Tata (12", Maxi)  (Editions Fétiches)
- 1987 : Noir Et Blanc (Vigathe[21])
- 1987 : Mamé [22](7", Single) (Vigathe)
- 1988: Songa (12")  (Messidor)
- 1989 : Walla Music (Spartacus)
- 1989 : Quel Temps De Chien (7", Single) (Carrere)
- 1991 : Terre Sans Frontiere (Pense À Moi)
- 1993 : Songa' (The Time Of Change) (12") (AB Productions, Pense À Moi)
- 2000: Bernard Lavilliers, N'Zongo Soul, Faouzi Tarkhani - Ma France A Moi (CD, Single, Promo, Car) (Polydor)